# パラディオン

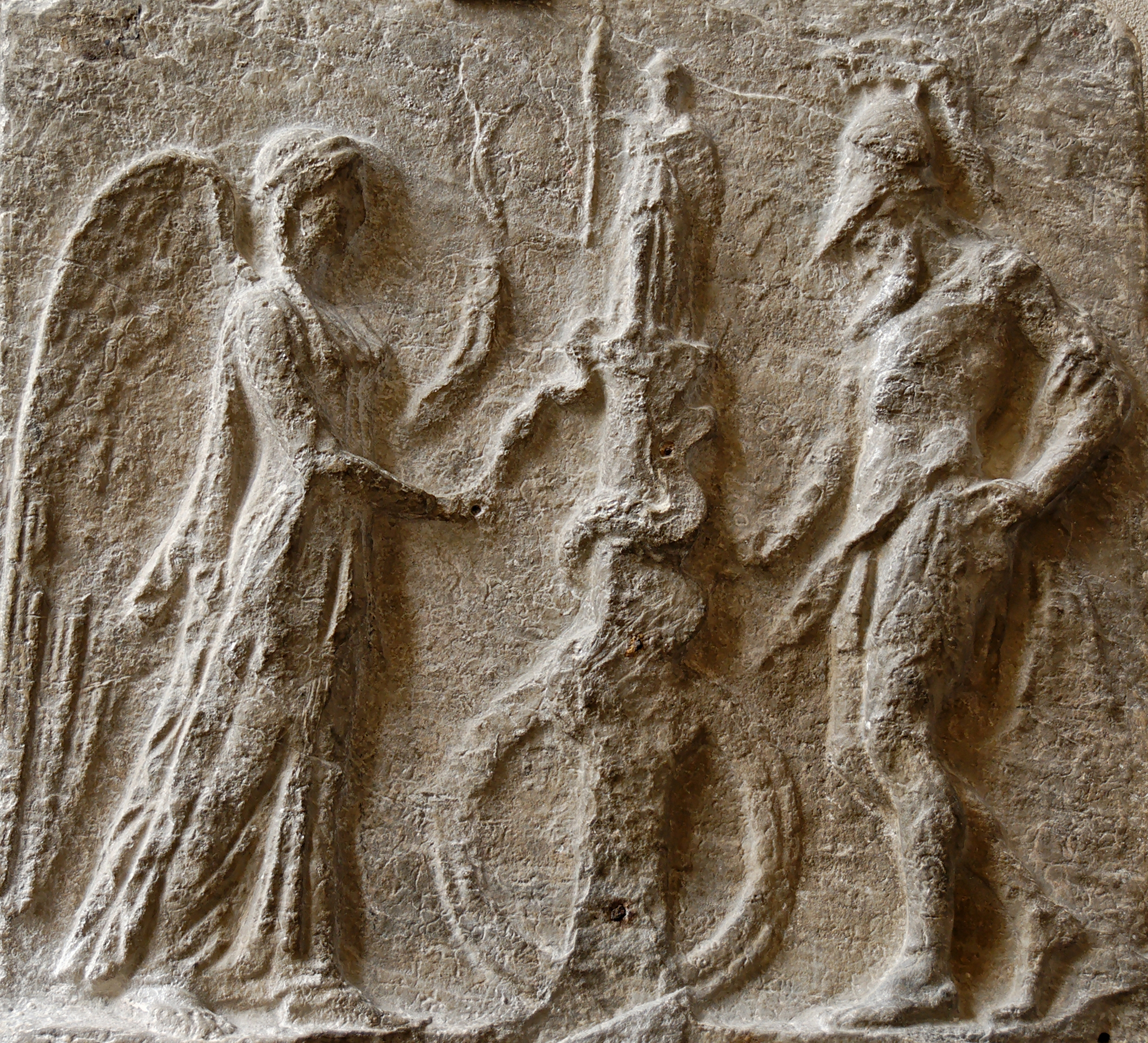
ニーケー（ローマ神話のウィクトーリア）がトロイアーのパラディオンを安置した柱にからまっている蛇に卵を与えているところを描いた大理石のレリーフ。ヘレニズム期のものを紀元1世紀後半のローマで複製したもの。

パラディオン（古希: Παλλάδιον, palladion, ラテン語: palladium）とは、ギリシア神話やローマ神話において、都市の安全を守るとされた非常に古い像である。ラテン語ではパラディウム。ギリシア神話では特にオデュッセウスとディオメーデースがトロイアーの城塞から盗んだアテーナーの木彫神像を指す。この像は後にアイネイアースがローマとなる地に持ち去った。ローマに関わる伝説は、ウェルギリウスの叙事詩『アエネーイス』や他の作品と関連している。

## トロイアーのパラディオン

### 起源
トロイアーのパラディオンはトリートーンの娘パラスの木像とされている。パラスは古代ギリシアではアテーナー（ローマ神話のミネルウァ）によると比定されるが、本来の神話では別人である。この像はイーリオス（トロイアー）の建設者イーロスが城壁を築いたばかりの頃、イーロスがゼウスに祈りを捧げると、それに応えて天空から落ちてきたという。
RuckとStaplesは「アテーナーの最古の守護像であり…不思議な発見物であり、女神が擬人化され人間のような外見が与えられるようになる以前は、顔のない柱が地面に立っているだけだった」と記している。
神話によれば、この像はアテーナーがパラスを殺してしまった自責の念から、彼女の姿を刻んで作ったとされている。

### トロイアーへの到着の経緯
パラディオンがトロイアーに出現した話は都市の創設神話の一部として紀元前7世紀以降ギリシア人が様々に参照している。アトラースの娘エーレクトラーは、トロイアー王家の祖先ダルダノスとサモトラケー島の秘教の租イーアシオーンの母であり、そのためパラディオンとサモトラケー島の秘教とが結び付けられている。ゼウスがエーレクトラーと交わった際に像をイーリオスの方に投げたという説や、エーレクトラー自身が像を持ち去り、ダルダノスに与えたとする説などがある。イーリオスの王イーロスは火事になった神殿でその像を守ろうとしてそれに触り、盲目になった。

### 盗難

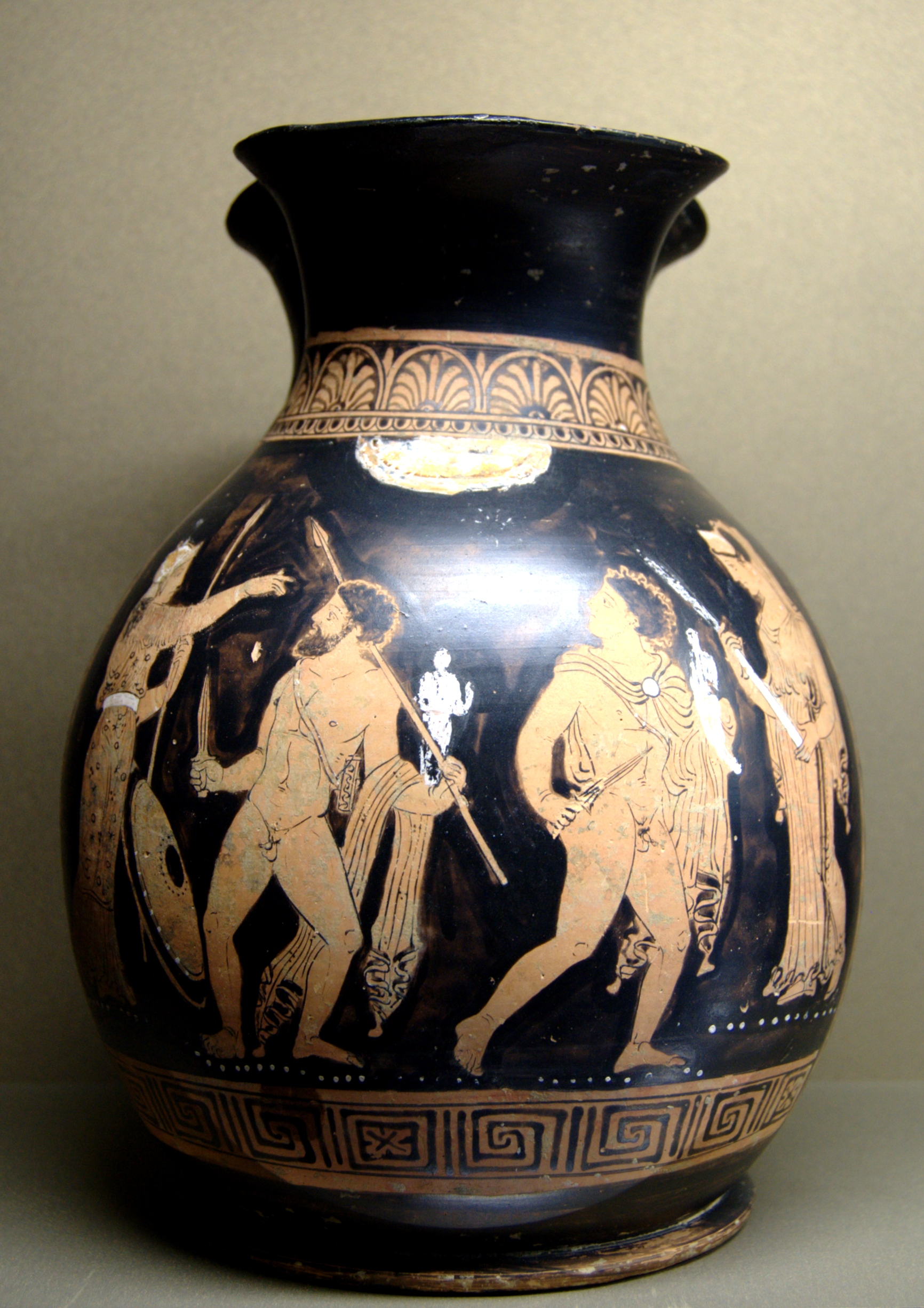
オデュッセウスとディオメーデースがパラディオンを盗む場面を描いたアプーリア赤絵式オイコノエ。前360年から前350年頃。レッジョ・ディ・カラブリア出土。

トロイア戦争時、トロイアーにおけるパラディオンの重要性はプリアモスの息子で予言者のヘレノスからギリシア人たちに明かされていたと言われている。パリスの死後ヘレノスはトロイアーを去るが、オデュッセウスに捕まった。ギリシア人たちはこの予言者から何とかしてトロイアーの弱点を聞き出した。そして、パラディオンがトロイアーの城壁内にある間はトロイアーは決して陥落しないということを知った。そこで、この像を盗み出すという重要な使命がオデュッセウスとディオメーデースに与えられた。オデュッセウスはディオメーデースを待たせておき、物乞いに変装して夜のトロイアーに潜入した。そこでヘレネーがオデュッセウスに気づき、パラディオンの在り処を教えた。これによりオデュッセウスはパラディオンの盗み出しに成功し、多数のトロイアー兵を殺したのち、ディオメーデースと帰還した。
その後、ギリシア側のトロイアの木馬という奇策でトロイアーは陥落することになった。ウェルギリウスの叙事詩『アエネーイス』の中でシノーンがプリアモスに語った話によると、オデュッセウスとディオメーデースはアテーナーの神殿の護衛を殺し、「血に濡れた手で」パラディオンを盗み出したが、血の穢れによってアテーナーが怒ったため、パラディオンは燃え輝きながら宙に浮かび上がった。そのため、ギリシア人は女神の怒りを解くために巨大な馬の像を建造し、一時的に退却しなければならなかったという。しかしそのシノーンの言葉こそは、武将たちが乗り込んだ木馬をトロイアー人が戦利品として大事に扱い、イーリオス城内に運び入れせるための策略であった。
一説によれば、パラディオンを実際に手に取ったのはディオメーデースと言われている。彼はオデュッセウスの肩から城壁を登ってトロイアーに侵入し、1人でパラディオンを盗み出して船まで運んだ。パラディオンを手にしたディオメーデースを描いた像や絵がいくつかある。あるいはディオメーデースとオデュッセウスはトロイアーの秘密の通路を抜け、城塞に侵入した。
叙事詩環の『小イーリアス』によれば、船に向かう途中でオデュッセウスはディオメーデースを殺してパラディオンと手柄を独り占めしようと企んだ。オデュッセウスはディオメーデースを背中から切ろうと剣を振りかざした。ディオメーデースは剣が月光を反射したきらめきを感じ、危険を察知した。彼はオデュッセウスの剣を奪い、縛り上げ、剣の平らな部分で打ち付けて、前を歩かせた。この故事からギリシアでは強制されて行動することを "Diomedes' necessity" と呼ぶ。この様子はフランスの彫刻家ピエール＝ジュール・カヴァリエが1842年に彫像で描写している。その像はパラディオンを持ったディオメーデースが肩越しに背後に顔を向けている姿を描いたものであり、オデュッセウスは登場していない。オデュッセウスはトロイアー攻略に必要だったため、ディオメーデースは彼を罰することを控えた。
ディオメーデースはトロイアーを離れる際にパラディオンも携行した。一説によれば、彼はそれをイタリアに持ち込んだ。別の説によれば、帰路の途中で盗まれたという。

### ローマへの到着
その後のトロイアーのパラディオンの行方については様々な説があり、アテーナイ、アルゴス、スパルタといったギリシア国内説や、イタリアのローマという説もある。ローマ説は、アイネイアースが持ち込んだという説（この場合、ディオメーデースが盗んだのは偽物とする）とディオメーデース自身が引き渡したとする説に分かれる。パラディオンと言い伝えられた像がフォルム・ロマヌムのウェスタ神殿に安置されていた。
その後、コンスタンティヌス1世がパラディオンをローマからコンスタンティノポリスに移し、フォルム内のコンスタンティヌスの円柱の下に埋めたと噂された。そのような噂はローマの没落を説明するもので、コンスタンティヌス1世の治世（首都移転）を正当化するものだといえる。
大プリニウス (N'H, VII, XLV) によれば、メテッルスはウェスタ神殿が火事になったときパラディオンを救い出そうとして盲目になったという。この故事はオウィディウスやウァレリウス・マクシムスもほのめかしている。

## 他の文化でパラディオンと対比されるもの
- アーシラトの柱（英語版） - ウガリット神話の女神アーシラトに関わる聖なる木または柱。
- アンキレ（英語版） - 神盾。ローマのパラディオン。
- ホデゲトリアの聖母（古代の聖母子像） - 東ローマ帝国のコンスタンティノープルの守護者。包囲攻撃された際には都市の外側に向かって掲げられた。オスマン帝国軍に攻められ1453年に陥落した際、略奪され失われた。
- エメラルド仏 - タイ王国にとってのパラディオンのようなもの。